# 西陣南帝
西陣南帝（にしじん の なんてい、享徳3年（1454年）? - ?）は、後南朝の人物。
応仁・文明の乱の只中だった文明3年（1471年）、西軍によって一時的に「新主」として擁立され、京都に迎えられた。小倉宮を称していたが、諱は不明であり、南朝皇胤としてどのような系譜をたどるのかも定かではない。一説には後亀山天皇の曽孫および尊雅王の子とし、あるいは高倉天皇の玄孫である尾崎宮̤晶̤王の子孫ともされる。いずれにせよ、小倉宮の嫡流でも本流でもない（それどころか支流かどうかも怪しい）ため、元は出家していたとされている。
ただし、興福寺大乗院門跡・尋尊の日記『大乗院寺社雑事記』では「小倉宮御末、岡崎前門主御息かと云々」（文明3年8月26日条）、「西方新主は小倉宮御息、十八歳に成り給ふ」（同9月8日条）とされており、このことから小倉宮の末裔だと考えられている。また、文明3年の時点で18歳とされていることから逆算して、生年は享徳3年（1454年）と推定されている。

## 生涯
西陣南帝の動向を時系列に沿って正確に描写することは不可能である。『大乗院寺社雑事記』は文明元年（1469年）頃より南朝皇胤にまつわる風聞を盛んに書き留めているものの、それぞれの南朝皇胤が誰であるか、他の場面に登場する南朝皇胤との関係など、肝心なことはほとんど不明だからである。
しかし、最初に南朝皇胤の風聞が伝えられるのは文明元年11月21日で、吉野と熊野で南朝皇胤を称する兄弟の蜂起があり、年号を明応元年と制定したとの風聞が伝えられている。森茂暁はその実態は不明であるが、年号を使っていたという情報がある以上、実質を備えた蜂起であった可能性が高い、と述べている。
続く文明2年（1470年）2月末、南朝皇胤が紀伊国有田郡の宇恵左衛門のもとで旗上したことが伝えられている。さらに3月8日には同国海草郡藤白に移り、郡の者がほとんど味方したとされる。そして同月下旬には大和国に入り、南方の旗が越智郷を上って、橘寺のあたりを通過した。
そんな中、5月になると、山名宗全をはじめとする西軍の大名たちが「南帝」を擁立し、禁裏に迎え入れようとしているとの風聞がもたらされる。『大乗院寺社雑事記』文明2年5月11日の条として「南帝事内々計略子細有之歟云々」。この動きについて森は、当時、東軍が後土御門天皇・後花園上皇を擁しており、それに対抗するためであったとしている。これに対し、西軍の大名の中で畠山義就だけは、自身の所領が南朝皇胤の所領と重なるので難色を示したものの、翌6月に義就は諸大名や足利義視に説得されて了承したことが『大乗院寺社雑事記』の文明2年6月25日の条で裏付けられる。
かくて、文明3年（1471年）8月26日、西軍諸将の要請を受けた南朝皇胤は遂に入洛し、北野松梅院に入った。この一連の動きを受けて森は「このようにして、小倉宮流の「新主」「南帝」は擁立された。後醍醐天皇の系譜を引く「南帝」にとってももっとも晴れやかな時期であったに相違ない」としている。
しかし、この「新主」「南帝」を受け入れる西軍の体制は必ずしも盤石ではなかった。足利義視は畠山義就を説得していたにもかかわらず、「新主」の擁立には同心していなかったとされる。そして、文明5年（1473年）3月18日、西軍大将の山名宗全が死ぬと、「新主」「南帝」の消息は『大乗院寺社雑事記』でも絶えて伝えられなくなる。西陣南帝のその後をめぐっては、滝川政次郎が「西陣の南帝は、諸将みな分国に帰り、京都に置き去りにされてしまわれた」としているものの、いかなる典拠に基づくのかは不明である。
その後、南朝皇胤は各地を放浪したようであり、『妙法寺記』文明10年（1478年）11月14日条には「王京ヨリ東海ヘ流レ御坐ス甲州ヘ趣小石澤観音寺ニ御坐ス」とあり、文明11年（1479年）7月19日に越後から越中を経て越前の北ノ庄に到着している。『妙法寺記』によると、明応8年（1499年）11月には王（南帝とされる）が伊豆国三島に流れ着き、伊勢宗瑞が諌めて相模国に向かわせたという。これが南帝に関する最後の記録であり、同時に後南朝に関する記録もなくなり、歴史からは姿を消した。